# 古巴亞馬遜鸚鵡
古巴亞馬遜鸚鵡（学名：Amazona leucocephala），又名古巴亞馬遜鸚哥、古巴白額鸚哥或古巴鸚鵡，是分佈在古巴、巴哈馬及開曼群島的鸚鵡。

## 特徵

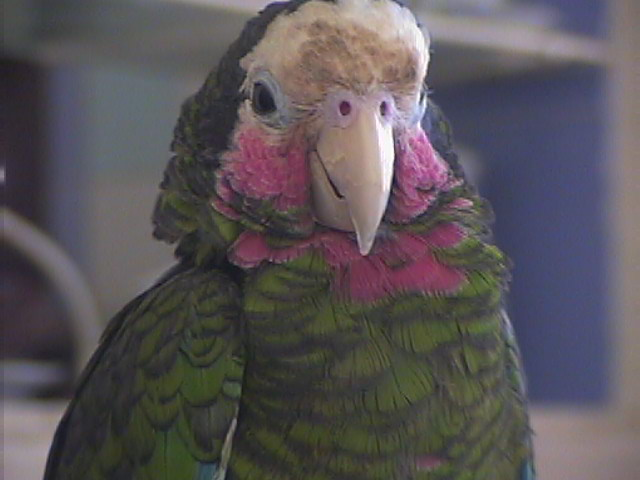
古巴亞馬遜鸚鵡的白色前額及紅色面頰。

古巴亞馬遜鸚鵡呈中等身型，長28-33厘米。牠們主要呈綠色，雙翼上有一些藍色的羽毛。兩頰及喉嚨呈粉紅色，前額及眼圈白色。不同島嶼上的群落或不同的亞種的頭部有著不同的顏色。喙呈灰色，耳上的羽毛黑色。腹部呈深紅色。雛鳥的腹部有些許或沒有紅色，兩頰及頸部的粉紅色部份較少。

## 亞種
古巴亞馬遜鸚鵡共有4個亞種：
- 指名亞種（A. l. leucocephala）：分佈在整個古巴及青年島。
- 巴哈馬群島亞馬遜鸚鵡（A. l. bahamensis）：分佈在巴哈馬，共有兩個群落，一個在阿巴克，而另一個在伊納瓜群島。
- 開曼島亞馬遜鸚鵡（A. l. caymanensis）：分佈在大開曼。
- 開曼巴克島亞馬遜鸚鵡（A. l. hesterna）：分佈在開曼布拉克及小開曼。

另外分佈在古巴西部及青年島的西古巴亞馬遜鸚鵡（A. l. palmarum）因其標本羽毛呈較深的綠色，故曾被認為是一個亞種。但是於1928年重新評估後發現，標本的顏色差別是因保存方法造成的，而實際上並沒有明顯的分別。

## 分佈及棲息地
古巴亞馬遜鸚鵡在不同的島嶼上棲息在不同的環境。牠們曾一度廣泛分佈在古巴境內，但現已只限於古巴及青年島的森林地區。現時估計其數量在古巴及青年島分別有10000隻及1100-1320隻。
在開曼群島，牠們棲息在乾旱森林及農地。其數量估計在開曼布拉克及大開曼分別有400-500隻及3402隻。
阿巴克的群落估計有3550隻，而在伊納瓜群島估計有6350隻。

## 行為
古巴亞馬遜鸚鵡在冬天時會成群聚居，但到了繁殖季節則會分散成對生活。

### 食性
古巴亞馬遜鸚鵡主要吃果實及種子，包括棕櫚科果實及桃花心木種子。

### 繁殖
古巴亞馬遜鸚鵡的繁殖季節是介乎3月至9月。牠們會在樹穴中築巢，而在阿巴克的群落則會在石灰洞中築巢。每次會生2-4隻蛋，由雌鳥負責孵蛋，孵化期為26-28日。

## 保育狀況
由於持續的失去棲息地，天然災害及被捕獵的關係，世界自然保護聯盟將古巴亞馬遜鸚鵡列為近危。牠們也受到《瀕危野生動植物種國際貿易公約》附錄一及二的保護，禁止捕捉及貿易野生種。

## 飼養
古巴亞馬遜鸚鵡於1980年代以前只會在古巴及美國科羅拉多州中飼養，是為最難飼養的亞馬遜鸚鵡屬之一。雄鳥對雌鳥及雛鳥都會帶有攻擊性。現時在世界各地都已有飼養古巴亞馬遜鸚鵡，但其價格仍是亞馬遜鸚鵡屬中最高昂的。現時有幾個不同的顏色突變。

## 外部連結
- World Parrot Trust （页面存档备份，存于）
- 古巴亞馬遜鸚鵡的映片 （页面存档备份，存于）